# ديمتري كورشاكوف
ديمتري كورشاكوف (بالروسية: Коршаков, Дмитрий Александрович)‏ مواليد 21 مارس 1991 في موسكو، هو لاعب كرة سلة روسي. بدأ مسيرته الاحترافية في سنة 2012. يلعب مع كرانسي أوكتيابر في دوري اتحاد في تي بي. يبلغ طوله 6 قدم 7 بوصة (2.0 م). لعب مع نادي سسكا موسكو لكرة السلة وكرانسي أوكتيابر.

## روابط خارجية
- ديمتري كورشاكوف على موقع الاتحاد الدولي لكرة السلة (الإنجليزية)
- ديمتري كورشاكوف على موقع الدوري الأوروبي لكرة السلة (الإنجليزية)
- ديمتري كورشاكوف على موقع كرة السلة الأوروبية.كوم (الإنجليزية)
- ديمتري كورشاكوف على موقع DraftExpress.com (الإنجليزية)
- ديمتري كورشاكوف على موقع ريلجم (الإنجليزية)
- ديمتري كورشاكوف على موقع بروبوليرز (الإنجليزية)
- ديمتري كورشاكوف على موقع سبورتس رفرنس (الإنجليزية)